# Dysstroma angustifasciata
Dysstroma angustifasciata är en fjärilsart som beskrevs av Ingrid Groth 1937. Dysstroma angustifasciata ingår i släktet Dysstroma och familjen mätare. Inga underarter finns listade i Catalogue of Life.